# اللهجة التهامية

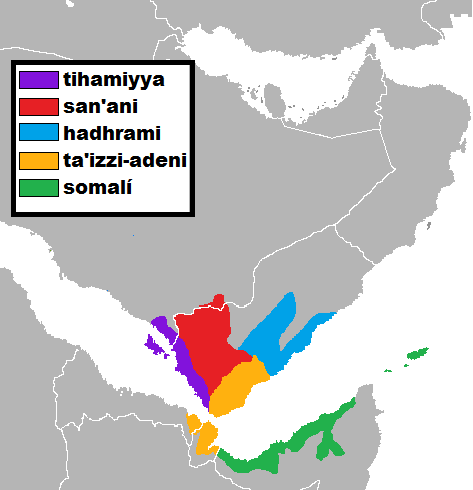

اللهجة التهامية هي لهجة عربية تتحدثها القبائل العربية القاطنة في منطقة تهامة التاريخية على طول ساحل البحر الأحمر من خليج العقبة وحتى مضيق باب المندب جنوباً.

## النطق
تختلف اللهجة التهامية عن باقي لهجات العالم العربي وتختلف عنها في النطق حيث يقرب نطقها عموماً من باقي اللهجات اليمنية. نحوياً تتميز اللهجة بتبديل أداة التعريف (ال) بـ (أَم). أما بنسبة للمستقبل فإن الصيغة المستعملة لذلك فإنها قريبة للهجات المحيطة بصنعاء حيث تستعمل الأداة (شا) عند التكلم عن حدث ينوى في المستقبل فعبارة «سأذهب إلى السوق» تصبح «شابُوك أمْسُوق». تشبه اللهجات التهامية وخصوصاً تلك المتحدثة في الحديدة باقي لهجات اليمن بينما تختلف أخرى إلى درجة أنها لا تفهم على الإطلاق. ومن أسهل الهجات وتفهم بطريقة أجمل «يان بايكو» أي بمعنى «إلى أين ذاهب» ومثلاً شابوك أي سأذهب.